# EditiX

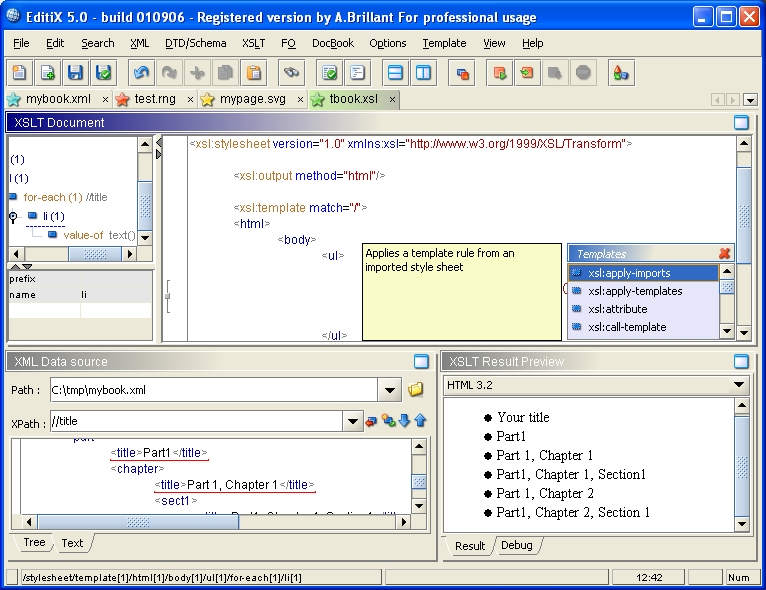
L'éditeur XSLT

EditiX XML Editor est un éditeur XML Open source multiplate-forme (Windows, Linux, Mac OS X).
Il propose une panoplie d'assistants pour différents types de document (DTD, XSLT, XSL-FO, Relax NG…). Un débogueur XSLT est disponible pour la version 1.0 et 2.0. Un concepteur graphique de schéma XSD est également présent depuis la version 2008.
Un arbre est synchronisé avec le texte, ce qui facilite la navigation dans un document. La vérification syntaxique s'effectue lors de la saisie. La localisation XPath est disponible en temps réel.
EditiX XML Editor offre des assistants pour les principaux schémas : DTD, XSD, RelaxNG. Ces assistants prennent aussi en compte les cardinalités et la localisation dans le document XML.
EditiX est disponible en version d'évaluation de 30 jours. La licence étudiante (école ou centre de formation) est gratuite.